# Bitis inornata
Espèce
Synonymes
- Echidna inornata Smith, 1838
- Bitis cornuta inornata (Smith, 1838)

Statut de conservation UICN

 DD  : Données insuffisantes
Bitis inornata est une espèce de serpents de la famille des Viperidae.

## Répartition
Cette espèce est endémique du Cap-Oriental en Afrique du Sud. Elle se rencontre vers Graaff-Reinet.

## Publication originale
- Smith, 1838 : Illustrations of the Zoology of South Africa; Consisting Chiefly of Figures and Descriptions of the Objects of Natural History Collected during an Expedition into the Interior of South Africa, in the Years 1834, 1835, and 1836. London: Smith, Elder, & Co.